# Calament de Corse
Clinopodium corsicum
Espèce
Classification phylogénétique
Le calament de Corse (Clinopodium corsicum) est une espèce de plantes à fleurs de la famille des Lamiaceae. C'est une plante herbacée endémique de Corse.
Il ne doit pas être confondu avec le calament nepeta (Clinopodium nepeta (L.) Kuntze)
Synonymes
- Thymus corsicus Pers.
- Acinos corsicus (Pers.) Getliffe

## Écologie
- Crêtes et adrets de l'étage alpin, dans les pelouses rocailleuses (1900–2580 m).

## Répartition géographique
- Endémique de Corse, dans les massifs du Cintu et du Renosu.